# Wentworth-Nord
Wentworth-Nord es un municipio canadiense situado en la provincia de Quebec.

## Superficie
Wentworth-Nord tiene una superficie de 152,87 km².

## Demografía
En 2021, tenía 1672 habitantes, una densidad poblacional de 10,9 hab./km², y 1968 viviendas.